# 37. Berlini Nemzetközi Filmfesztivál
A 37. Berlini Nemzetközi Filmfesztivál 1987. február 20. és március 3. között került megrendezésre. Az Arany Medve díjat Gleb Panfilov filmje, a Téma nyerte. A fesztivál retrospektív programját Rouben Mamoulian örmény-amerikai filmkészítőnek szentelték, emellett homázs szekciót kapott a francia filmes páros, Jean-Louis Barrault rendező és Madeleine Renaud színésznő.

## Zsűri
Az alábbi emberek voltak a fesztivál zsűrijének tagjai:
- Klaus Maria Brandauer, osztrák színész – zsűrielnök
- Juliet Berto, francia színésznő és filmkészítő
- Kathleen Carroll, amerikai filmkritikus
- Callisto Cosulich, olasz filmkritikus
- Victor Dyomin, szovjet színész és forgatókönyvíró
- Reinhard Hauff, német filmkészítő
- Edmund Luft, nyugat-német színműíró, filmkritikus és filmtörténész
- Jiří Menzel, cseh színész és filmkritikus
- Dan Pița, román filmkészítő
- Paul Schrader, amerikai filmkészítő és filmkritikus
- Antonio Skármeta, chilei író

## A fesztivál programja

### Versenyben lévő filmek
Az alábbi filmek voltak versenyben az Arany Medve- és az Ezüst Medve-díjakért:
| Magyar cím                 | Eredeti cím              | Rendező                            | Ország                            |
| -------------------------- | ------------------------ | ---------------------------------- | --------------------------------- |
| Egy kisebb isten gyermekei | Children of a Lesser God | Randa Haines                       | Amerikai Egyesült Államok         |
| Comrades                   | Comrades                 | Bill Douglas                       | Egyesült Királyság                |
| Die Verliebten             | Die Verliebten           | Jeanine Meerapfel                  | Nyugat-Németország, Jugoszlávia   |
| Der Tod des Empedokles     | Der Tod des Empedokles   | Danièle Huillet, Jean-Marie Straub | Nyugat-Németország, Franciaország |
| Napló szerelmeimnek        | Napló szerelmeimnek      | Mészáros Márta                     | Magyarország                      |
| For Love Alone             | For Love Alone           | Stephen Wallace                    | Ausztrália                        |
| Les Fous de Bassan         | Les Fous de Bassan       | Yves Simoneau                      | Kanada, Franciaország             |
| Maszkok                    | Masques                  | Claude Chabrol                     | Franciaország                     |
| Rossz vér                  | Mauvais Sang             | Leos Carax                         | Franciaország                     |
| Papu, a csodás             | Le Miraculé              | Jean-Pierre Mocky                  | Franciaország                     |
| Il caso Moro               | Il caso Moro             | Giuseppe Ferrara                   | Olaszország                       |
| Szomorú érzéketlenség      | Скорбное бесчувствие     | Alexander Sokurov                  | Szovjetunió                       |
| Jóccakát, anya!            | 'night, Mother           | Tom Moore                          | Amerikai Egyesült Államok         |
| A szakasz                  | Platoon                  | Oliver Stone                       | Amerikai Egyesült Államok         |
| Umi to dokuyaku            | 海と毒薬                 | Kei Kumai                          | Japán                             |
| So viele Träume            | So viele Träume          | Heiner Carow                       | Kelet-Németország                 |
| Téma                       | Тема                     | Gleb Panfilov                      | Szovjetunió                       |
| Vera                       | Vera                     | Sérgio Toledo                      | Brazília                          |
| Farkaslak                  | Vlčí bouda               | Věra Chytilová                     | Csehszlovákia                     |
| A fények éve               | El año de las luces      | Fernando Trueba                    | Spanyolország                     |

### Versenyen kívül
- Búcsú Matyorától (Proshchanie) – Elem Klimov (Szovjetunió)
- A pénz színe (The Color of Money) – Martin Scorsese (Amerikai Egyesült Államok)
- Szerelmi krónika (Kronika wypadków milosnych) – Andrzej Wajda (Lengyelország)
- Der kleine Staatsanwalt – Hark Bohm (Nyugat-Németország)
- Hajnalfény (Light of Day) – Paul Schrader (Amerikai Egyesült Államok)
- Ein Treffen mit Rimbaud – Ernst-August Zurborn (Nyugat-Németország)
- Texas elveszett szüzessége (True Stories) – David Byrne (Amerikai Egyesült Államok)

### Retrospektív
Az alábbi filmeket vetítették a Rouben Mamouliannak szentelt retrospektív programban:
| Magyar cím               | Eredeti cím              | Rendező            | Ország                    |
| ------------------------ | ------------------------ | ------------------ | ------------------------- |
| Applause                 | Applause                 | Rouben Mamoulian   | Amerikai Egyesült Államok |
| Hiúság vására            | Becky Sharp              | Rouben Mamoulian   | Amerikai Egyesült Államok |
| Vér és homok             | Blood and Sand           | Rouben Mamoulian   | Amerikai Egyesült Államok |
| Nagyvárosi utcák         | City Streets             | Rouben Mamoulian   | Amerikai Egyesült Államok |
| Dr. Jekyll és Mr. Hyde   | Dr. Jekyll and Mr. Hyde  | Rouben Mamoulian   | Amerikai Egyesült Államok |
| Éneklő bandita           | The Gay Desperado        | Rouben Mamoulian   | Amerikai Egyesült Államok |
| Golden Boy               |                          | Rouben Mamoulian   | Amerikai Egyesült Államok |
| Asszony a viharban       | High, Wide, and Handsome | Rouben Mamoulian   | Amerikai Egyesült Államok |
| Interview With Mamoulian | Philip Jenkinson         | Egyesült Királyság |                           |
| Szeress ma éjjel         | Love Me Tonight          | Rouben Mamoulian   | Amerikai Egyesült Államok |
| Z, az álarcos lovag      | The Mark of Zorro        | Rouben Mamoulian   | Amerikai Egyesült Államok |
| Krisztina királynő       | Queen Christina          | Rouben Mamoulian   | Amerikai Egyesült Államok |
| Rings on Her Fingers     |                          | Rouben Mamoulian   | Amerikai Egyesült Államok |
| Selyemharisnya           | Silk Stockings           | Rouben Mamoulian   | Amerikai Egyesült Államok |
| Énekek éneke             | The Song of Songs        | Rouben Mamoulian   | Amerikai Egyesült Államok |
| Nyári vakáció            | Summer Holiday           | Rouben Mamoulian   | Amerikai Egyesült Államok |
| Feltámadás               | We Live Again            | Rouben Mamoulian   | Amerikai Egyesült Államok |

Az alábbi filmeket vetítették a "Renaud-Barrault au cinéma" című,  Jean-Louis Barraultnak és Madeleine Renaudnak szentelt retrospektív programban:
| Magyar cím                                                 | Eredeti cím                                                | Rendező                         | Ország                                   |
| ---------------------------------------------------------- | ---------------------------------------------------------- | ------------------------------- | ---------------------------------------- |
| Vidám tragédia                                             | Drôle de drame                                             | Marcel Carné                    | Franciaország                            |
| Des journées entières dans les arbres                      | Des journées entières dans les arbres                      | Marguerite Duras                | Franciaország                            |
| Helén doktorkisasszony                                     | Hélène                                                     | Jean Benoît-Lévy                | Franciaország                            |
| Jean de la Lune                                            | Jean de la Lune                                            | Jean Choux                      | Franciaország                            |
| Jean-Louis Barrault: Le langage du corps                   | Jean-Louis Barrault: Le langage du corps                   | Muriel Balash                   | Amerikai Egyesült Államok, Franciaország |
| Jean-Louis Barrault, Un homme de théâtre                   | Jean-Louis Barrault, Un homme de théâtre                   | Muriel Balash                   | Amerikai Egyesült Államok, Franciaország |
| Kinder des Olymp: Madeleine Renaud und Jean Louis Barrault | Kinder des Olymp: Madeleine Renaud und Jean Louis Barrault | Birgitta Ashoff                 | Nyugat-Németország                       |
| Koraérettek                                                | La Maternelle                                              | Jean Benoît-Lévy, Marie Epstein | Franciaország                            |
| A postakocsi                                               | La Nuit de Varennes                                        | Ettore Scola                    | Franciaország, Olaszország               |
| La Part de l'ombre                                         | La Part de l'ombre                                         | Jean Delannoy                   | Franciaország                            |
| Körbe-körbe                                                | La Ronde                                                   | Max Ophüls                      | Franciaország                            |
| Fantasztikus szimfónia                                     | La Symphonie fantastique                                   | Christian-Jaque                 | Franciaország                            |
| Csoda a farkasokkal                                        | Le Miracle des loups                                       | André Hunebelle                 | Franciaország                            |
| Az élet örömei                                             | Le Plaisir                                                 | Max Ophüls                      | Franciaország                            |
| A szent és az utcalány                                     | Le puritain                                                | Jeff Musso                      | Franciaország                            |
| Szerelmek városa                                           | Les Enfants du Paradis                                     | Marcel Carné                    | Franciaország                            |
| Dr. Cordelier végrendelete                                 | Le Testament du docteur Cordelier                          | Jean Renoir                     | Franciaország                            |
| A kétlelkű ember                                           | L'Étrange Monsieur Victor                                  | Jean Grémillon                  | Franciaország                            |
| Le Tunnel                                                  | Le Tunnel                                                  | Kurt Bernhardt                  | Franciaország, Németország               |
| Farinet ou l'or dans la montagne                           | Farinet ou l'or dans la montagne                           | Max Haufler                     | Svájc, Franciaország                     |
| Vége a bálnak                                              | Lumière d'été                                              | Jean Grémillon                  | Franciaország                            |
| Maria Chapdelaine                                          | Maria Chapdelaine                                          | Julien Duvivier                 | Franciaország                            |
| Portrait de Madeleine Renaud                               | Portrait de Madeleine Renaud                               | Jean-Marie Carzou               | Franciaország                            |
| Vontatók                                                   | Remorques                                                  | Jean Grémillon                  | Franciaország                            |
| Vent debout                                                | Vent debout                                                | René Leprince                   | Franciaország                            |

## Győztesek
- Arany Medve: Téma (Gleb Panfilov)
- Zsűri Nagydíja: Umi to dokuyaku (Kei Kumai)
- Ezüst Medve díj a legjobb rendezőnek: Oliver Stone (A szakasz)
- Ezüst Medve díj a legjobb színésznőnek: Ana Beatriz Nogueira (Vera)
- Ezüst Medve díj a legjobb színésznek: Gian Maria Volonté (Il caso Moro)
- Ezüst Medve díj egyedülálló teljesítményért: 
  - Mészáros Márta (Napló szerelmeimnek)
  - Fernando Trueba (A fények éve)
- Ezüst Medve díj a kiemelkedő művészi teljesítményért: Egy kisebb isten gyermekei
- Alfred Bauer-díj: Rossz vér
- FIPRESCI-díj
  - Téma by Gleb Panfilov

## Fordítás
- Ez a szócikk részben vagy egészben  a(z)   37th Berlin International Film Festival című angol Wikipédia-szócikk fordításán alapul.  Az eredeti cikk szerkesztőit annak laptörténete sorolja fel. Ez a jelzés csupán a megfogalmazás eredetét és a szerzői jogokat jelzi, nem szolgál a cikkben szereplő információk forrásmegjelöléseként.